# Juana Inés de la Cruz
Juana Inés de Asbaje y Ramírez de Santillana, bolje poznana kot sor (šp. sestra, nuna) Juana Inés de la Cruz (San Miguel Nepantla, 12. november 1648 - México, 17. april 1695) je bila redovnica rodu sv. Hieronima in pisateljica Nove Španije, aktivna v obdobju španskega zlatega veka. Ukvarjala se je tako z liriko, zakramentalnimi deli kot z dramatiko in s prozo. 
Že v zgodnji mladosti se je naučila brati in pisati. Leta 1667 je zaradi pobožnosti in želje po znanju vstopila v meniško življenje.17. aprila 1695 je umrla zaradi epidemije.
Njena lirična ustvarjalnost se pripisuje španskemu baroku v poznejši fazi. Njena pesniška dela, ki tvorijo polovico njenega opusa so kot talilni lonec, kjer se stikajo kultura Nove Španije, kulteranizem Luisa de Góngore in konceptizem Francisca de Queveda ter Pedra Calderóna de la Barce.
Dramatična dela Sor Juane zajemajo vse od verskega do posvetnega. Najbolj znani deli te zvrsti sta Amor es más laberinto in Los empeños de una casa, poleg cele vrste dramskih zakramentalnih del, namenjenih uprizoritvam na dvoru. 

## Biografija

### Prva leta
Do sredine 20. stoletja je kritika "sorjuanista" o Juaninem datumu rojstva sprejela v veljavo terorijo Diega Callega, njenega prvega življenjepisca. Po mnenju Calleja se je Sor Juana rodila 12. novembra leta 1651 v San Miguel de Nepantla. Leta 1952 so našli krstni list, ki je domnevno pripadal Sor Juani in s tem se je njen rojstni datum zamaknil na leto 1648. Skladno z Alejandrom Sorianom Vallésom, je najprimernejša letnica ravno 1651, zato ker je bila Josefa María, ena izmed Sor Juaninih sester, rojena 19. marcca 1649, zaradi česar je nemogoče, da bi bila Juana rojena novembra leta 1648.
Čeprav ni veliko podatkov o njenih starših, je znano, da nikoli nista bila v zakonski zvezi. Juana je bila najmlajša izmed treh hčera—María Josefa in Juana Inés— staršev Pedra Manuela de Asbaje in Isabel Ramírez de Santillana. Oče naj bi bil španski vojak, po rodu iz baskovske dežele Guipúzcoa, nastanjen v San Miguel Nepantla.
Otroštvo je preživljala med Amecameco, Yecapixtlo, Panoayo —kjer je bilo posestvo njenega dedka — in Nepantlom. Tam se je naučila jezika náhuatl od sužnjev s posestva njenega dedka, kjer so sadili pšenico in koruzo. Sor Juanin dedek je preminil leta 1656, s tem pa je vodstvo kmetije prevzela njena mati. Naučila se je brati in pisati pri treh letih, ko sta s starejšo sestro, za materinim hrbtom imeli učne ure.
 Kmalu se ji je prebudil užitek za literaturo, saj je odkrila knjižnico svojega dedka in s tem se je navdušila nad branjem. Naučila se je vsega, kar je bilo tedaj znanega, se pravi, brala je grške in rimske klasike ter teologijo tistega časa.

### Mladostna doba
Juana Inés je živela s teto Marío Ramírez in njenim možem Juanom de Mata. Z njima je živela približno osem let od 1656 do 1664. Po tem pa se začne njeno obdobje na dvoru, ki se zaključi z vstopom v pobožno življenje. 
Med letoma 1664 in 1665 je vstopila na dvor kraljevega namestnika Antonia Sebastiána de Toleda, markiza iz Mancere. Samo okolje in varstvo podkralja sta odločilno vplivala na Juanino literarno ustvarjalnost.

Kot dvorna dama podkraljici, je mlada Juana razvijala svoje intelektualne in pisateljske sposobnosti. Dostikrat je pisala sonete, pesmi in pogrebne elegije, ki so bile dobre sprejete na dvoru.

### Zrelo obdobje
Veliko kritikov in življenjepiscev je njen odhod z dvora pripisovalo razočaranju v ljubezni, čeprav je sama večkrat poudarila, da je ljubezen ne pritegne in da ji lahko zgolj samostansko življenje omogoča, da se lahko posveti intelektualnim študijam. 
Napisala je duhovne in posvetne verze, vilancicos, dramska zakramentalna dela (El divino Narciso, El cetro de José in El mártir del sacramento) in dve komediji (Los empeños de una casa in Amor es más laberinto). Bila je tudi spretna skrbnica samostana, prav tako je izvajala znanstvene poskuse.

### Zadnje življenjsko obdobje
V pesnici je prišlo do nenavadne spemembe: okoli leta 1693 je nehala pisati in posvetila se je samostanskemu delu. 

V začetku leta 1695 je izbruhnila epidemija, ki je pustošila po celotni prestolnici, najhuje pa je bilo ravno v samostanu Sv. Hieronima. Ob četrti uri zjutraj, 17. aprila, pri triinštiridesetih letih je Juana Inés de Asbaje Ramírez umrla. Pokopali so jo na isti dan s prisotnostjo stolnega kapitela katedrale.

## Značilnosti njenih del
Napisala je veliko število dramskih del. Njena najbolj znana komedija  je Los empeños de una casa, ki v nekaterih prizorih spominja na dela Lope de Vege. Še eno izmed bolj znanih dramskih del je Amor es más laberinto, kjer je navdušila z izoblikovanostjo dramskih likov, še posebej glavnega junaka Tezeja. 
Prav tako je pomembna njena pesniška ustvarjalnost; ljubezenske pesmi, v katerih je razočaranje odrešilno zavetje in občasni sestavki v čast osebnostim tistega časa. Med pomembnejšimi deli Sor Juane so tudi villancicos in tocotín, neke vrste izpeljava te zvrsti, ki vrinja prehode v avtohtona narečja.

### Teme
Na področju komedij vztraja pri uvedbi osebnih družinskih težav (Los empeños de una casa), ki se v španskem baročnem gledališču pojavljajo že z Guillénom de Castrom pa vse do Calderonovih komedij, kot so La dama duende, Casa con dos puertas mala es de guardar in drugih del s podobno tematiko. 
Ena od njenih razsežnih tem je analiza resnične ljubezni ter celovitost vrednot in vrlin, kar se odraža v eni od njenih mojstrskih del, Amor es más laberinto. Poudarja tudi (kar prikazujejo tudi vsa njena dela) obravnavanje ženske kot močne osebnosti, ki je zmožna obvladovati namere obrožajočih oseb in nit lastne usode. 
Opazimo, kar je priznala tudi sama, stalno posnemanje poezije Luisa de Góngore in njegove zbirke Soledades.

### Stil
Prevladujoč slog njenih del je baročni. Sor Juana je bila nagnjena k besedni igri, kot je ubesediti samostalnike in utemeljiti glagole, nakopičiti tri pridevnike na en sam samostalnik in jih razširiti po celotnem stavku ter drugim slovničnim svoboščinam, ki so bile takrat priljubljene. Prav tako je bila mojstrica soneta in baročnih struktur. 
Poezija Sor Juane, dokaz konca španskega baroka, ima na dosegu vse vire, ki so jih v svojih delih uporabljali veliki pesniki Zlatega veka. Da bi dala svoji poeziji nov pridih, uvaja nekatere tehnične novosti. Njena poezija ima tri glavne člene: verzifikacijo, povezavo z mitom in  hiperbaton. 
Njeno prozo sestavljajo kratki in neodvisni stavki, ločeni z ločili- piko, vejico in podpičjem- in ne s podrejenimi besednimi zvezami. Prevladujeta soredje in priredje. Poglobljenost je vidna v zasnovi in ne toliko v skladnji.

### Feministične študije
Med preučevalci Sor Juane je prišlo do razprave o domnevnem feminizmu, ki ji ga pripisujejo nekateri kritiki. Podporniki feminizma so želeli v delih Respuesta a Sor Filotea in v štirivrstični kitici (redonilla) Hombres necios, najti pristne dokaze o osvoboditvi žensk. Drugi učenjaki, predvsem Antonio Alatorre pa zavržejo to teorijo. Po njegovem mnenju, satirična redondilla nima sledov feminizma, temveč gre za moralni napad hinavščine moških zapeljivcev, kar lahko najdemo že pri avtorjih, kot je Juan Ruiz de Alarcón: v povezavi z ženskami, ni bilo v literaturi nič novega napasti moralne hinavščine moških. La Respuesta se osredotoča zgolj na zahtevo za priznanje pravice do izobraževanja žensk, vendar v skladu s tedanjimi navadami.

## Dela

### Dramatika
Poleg komedij Los empeños de una casa in Amor es más laberinto, ki jo je napisala skupaj z Juanom de Guevara, se ji pripisuje avtorstvo morebitnega konca komedije Agustína de Salazarja: La segunda Celestina.

### Dramska zakramentalna dela
V Novi Španiji so se dramska zakramentalna dela (los autos sacramentales) začela predstavljati takoj po španski osvojitvi Južne Amerike, ker so služila kot koristno sredstvo za pokristjanjevanje domačinov. Sor Juana je po naročilu madridskega dvora napisala tri zakramentalna dela —El divino Narciso, El cetro de José in El mártir del sacramento— ki se tematsko ukvarjajo z evropsko kolonizacijo Amerike.

### Lirika

#### Ljubezenska poezija
Ljubezenska poezija Juane povzame dolgo tradicijo srednjeveških modelov strmečih k španski renesansi, ki se brez prekinitve nadaljujejo v barok. Tako lahko v njeni ustvarjalnosti zasledimo tipične petrarkistične antiteze ter tarnanje in tožbe dvorne ljubezni.
Njeno poezijo lahko razporedimo v tri skupine pesmi: o prijateljstvu, o osebnem značaju in o kazuistiki ljubezni.

#### Primero sueño
Po mnenju kritikov je to njena najpomembnejša pesnitev. Glede na pričevanja pesnice naj bi bila to edina pesem, ki jo je napisala iz užitka. Objavljena je bila leta 1692. Kot je potrdila tudi sama pesnica, je naslov pesnitve poklonitev Góngori in njegovima pesnivitvama Soledades.